# Selaginella utahensis
Selaginella utahensis är en mosslummerväxtart som beskrevs av Seville Flowers. Selaginella utahensis ingår i släktet mosslumrar, och familjen mosslummerväxter. Inga underarter finns listade i Catalogue of Life.